# Jiří Nouza
Jiří Nouza (data de nascimento e morte desconhecidos) foi um ciclista olímpico tchecoslovaco. Representou sua nação em três eventos nos Jogos Olímpicos de Verão de 1956.